# Гагарье (Тюменская область)
Гагарье — село в Казанском районе Тюменской области России. Административный центр и единственный населенный пункт Гагарьевского сельского поселения.

## Климат
Климат континентальный с холодной продолжительной зимой и тёплым относительно коротким летом. Средняя температура воздуха самого холодного месяца (января) — −18 °C (абсолютный минимум — −45 °C). В летние месяцы температура может повышаться до 40 °C. Безморозный период длится в среднем 115—125 дней. Среднегодовое количество атмосферных осадков составляет 350 мм, из которых большая часть выпадает в тёплый период.

## История
До 1917 года центр Гагарьевской волости Ишимского уезда Тюменской губернии. По данным на 1926 год состояло из 323 хозяйств. В административном отношении являлось центром Гагарьевского сельсовета Ларихинского района Ишимского округа Уральской области.

## Население
| 2010 | 2012 | 2013 | 2014 | 2015 | 2016 | 2017 |
| ---- | ---- | ---- | ---- | ---- | ---- | ---- |
| 575  | ↘570 | ↗572 | ↘562 | ↗565 | ↗572 | ↘560 |
| 2018 | 2019 | 2020 | 2021 |      |      |      |
| ↘552 | ↘537 | ↗550 | ↗590 |      |      |      |

По данным переписи 1926 года в селе проживало 1641 человек (766 мужчин и 875 женщин), в том числе: русские составляли 99 % населения.
Согласно результатам переписи 2002 года, в национальной структуре населения русские составляли 86 % из 669 чел.